# Assassin's Creed: Revelations
Assassin's Creed: Revelations là trò chơi điện tử hành động phiêu lưu lén lút, được phát triển và phát hành bởi Ubisoft. Game được bán ra cho XBOX 360 và Play Staion 3 vào tháng 11 năm 2011, và được port cho Microsoft Windows vào tháng 12 năm 2011. Đây là bản game chính thứ tư trong sê-ri Assassin's Creed, và là phiên bản tiếp theo của Assassins's Creed: Brotherhood, và cũng là bản cuối cùng trong "bộ ba Ezio".
Trò chơi có nội dung chém lộn đặt trong hư cấu lịch sử của thế giới thực, với các chuỗi sự kiện diễn ra trong ba giai đoạn, và có sự xuất hiện của ba nhân vật chính: Altaïr ibn-La'Ahad vào thế kỉ 13 ở Masyaf, Ezio Auditore da Firenze vào thế kỉ 16 tại Constantinopolis, và nhân vật chính của cả sê-ri: Desmond Miles vào thế kỉ 21. Cốt truyện trong game là chuyến du hành và thám hiểm của Ezio nhằm vén màn bí mật ở Hầm mộ của Altaïr bằng các chìa khóa có dạng hình dĩa. Những chiếc chìa khóa này chứa đựng ký ức của Altaïr và được giấu ở thành phố Constantinopolis, Đế quốc Ottoman. Xen kẽ những sự kiện trong lịch sử là những hoạt động của Desmond trong hiện tại, nhằm đối phó với kẻ thù của Assassin, Hiệp sĩ dòng đền, và ngăn chặn hiện tượng 2012 xảy ra.
Assassin's Creed: Revelations đặt trong thế giới mở, góc nhìn người thứ ba. Trong những nhân vật chính thì chỉ có Ezio là được chu du khắp thành phố, căn cứ Assassin để hoàn thành nhiệm vụ cũng như hoàn tất cốt truyện trong trò chơi.
Trò chơi được nối tiếp bằng phiên bản Assassin's Creed III vào tháng 10 năm 2012, tiếp tục cốt truyện của nhân vật Desmond Miles và giới thiệu nhân vật hoàn toàn mới vào thế kỉ 18.
Sau các sự kiện của Brotherhood , Ezio phát hiện ra một bức thư do cha mình để lại nói về một thư viện ẩn chứa đầy kiến thức rộng lớn bên dưới Lâu đài Masyaf , do Sát thủ huyền thoại Altaïr Ibn-La'Ahad để lại, thiết lập các sự kiện của Assassin's Creed: Revelations vào chuyển động. Đến Masyaf vào đầu năm 1511, Ezio bị phục kích bởi các Templar đang chiếm đóng pháo đài, đồng thời tìm kiếm thư viện của Altaïr. Sau khi trốn thoát bị bắt và ám sát thuyền trưởng Templar, Ezio lấy lại được cuốn nhật ký của Niccolò Polo , cuốn nhật ký kể về năm con dấu được giấu trong Constantinople sẽ mở ra cánh cửa dẫn đến thư viện của Altaïr. Đến Constantinople, Ezio bắt đầu cuộc tìm kiếm những con dấu, đồng thời giúp Hiệp hội Sát thủ địa phương, do Yusuf Tazim lãnh đạo, lật đổ quyền kiểm soát của Byzantine Templar. Theo thời gian, Ezio đã thành công trong việc xóa bỏ ảnh hưởng của Templar và phục hồi thành phố về quyền cai trị của gia đình Hoàng tử Suleiman .
Ezio lấy lại bốn trong số năm chiếc chìa khóa với sự giúp đỡ của nhà sử học và nhà sưu tập sách Sofia Sartor. Sau đó anh ta đi đến một thành phố ngầm ở Cappadocia , căn cứ hoạt động của Templar. Sau khi ám sát thủ lĩnh Dòng Đền, Manuel Palaiologos và lấy lại chiếc chìa khóa cuối cùng, người ta tiết lộ rằng chú của Hoàng tử Suleiman là Hoàng tử Ahmetđã bí mật lãnh đạo các Hiệp sĩ Byzantine và mong muốn mở thư viện của Altaïr cho riêng mình. Sau khi Ezio từ chối giao chìa khóa, Ahmet đe dọa sẽ làm hại Sofia và lên đường, để lại Ezio ở Cappadocia. Khi quay trở lại Constantinople, Ezio phát hiện ra rằng Sofia đã bị bắt cóc bởi Ahmet và Yusuf đã bị sát hại để buộc Ezio phải tiết lộ tung tích của chiếc chìa khóa. Dẫn đầu một cuộc tấn công tổng lực với các Sát thủ Constantinople, Ezio cuối cùng đã cứu được Sofia. Sau đó anh ta tham gia vào một cuộc rượt đuổi với Ahmet và cuối cùng lấy lại được chìa khóa từ người sau. Một vị vua trở lại Selim I giết chết Ahmet và cảm ơn Ezio đã cứu con trai và đất nước của mình, nhưng đồng thời ra lệnh cho anh ta rời khỏi Đế chế Ottomanvà không bao giờ trở lại. Ezio và Sofia quay trở lại Masyaf và mở thư viện, nơi Ezio tìm thấy bộ xương của Altaïr. Toàn bộ mục đích của thư viện là truyền tải một thông điệp khác đến hậu duệ của Ezio, Desmond Miles, thông qua một Apple of Eden khác. Ezio, nhận ra mình đã đi đến cuối cuộc hành trình, quyết định bỏ lại Apple và nói chuyện trực tiếp với Desmond. Trong khi anh ấy không hiểu làm thế nào họ có thể giao tiếp hoặc tại sao Desmond lại quan sát anh ấy, anh ấy hy vọng rằng anh ấy đã giúp Desmond tìm ra câu trả lời mà anh ấy tìm kiếm.